# Mbugani (Chunya)
Mbugani ist ein Verwaltungsbezirk (Ward) des Distriktes Chunya in der tansanischen Region Mbeya.

## Geografie
Mbugani liegt im Südwesten von Tansania. Der Bezirk hat eine Fläche von 192 Quadratkilometern und bei der Volkszählung 2022 lebten hier 14.216 Menschen in 4190 Haushalten.

## Bevölkerung
| Jahr | Typ          | Einwohner |
| ---- | ------------ | --------- |
| 1967 | Volkszählung | 02.856    |
| 1978 | Volkszählung | 04.642    |
| 1998 | Volkszählung | 06.039    |
| 2012 | Volkszählung | 08.734    |
| 2022 | Volkszählung | 14.216    |

## Gliederung
Der Bezirk besteht aus drei Gemeinden (Mtaa) mit zwölf Orten (Kitongoji):
| Mbugani - Mbugani - Mkombozi - Muungano - Isenyela | Kiwanja - Kiwanja - Msasani - Ihawa - Nyatula - Mwakambonja | Mlimanjiwa - Mlimanjiwa A - Mlimanjiwa B - Mlimanjiwa C |

## Wirtschaft und Infrastruktur
- Bildung: Die Kiwanja Secondary School ist eine 2004 eröffnete staatliche Schule, die Jugendliche bis zur 6. Stufe ausbildet.[9] Sie liegt 3 km von Chunya entfernt und bietet auch die Unterbringung in einem Wohnheim an.[10]
- Gesundheit: Die staatliche Apotheke in Mbugani bietet Malaria-Diagnose und -Erstbehandlung, HIV-Pflege und -Behandlung sowie Mutter-Kind-Pflege an.[11]